# Antonio Garrigues
Antonio Garrigues y Díaz-Cañabate, premier marquis de Garrigues, né le 9 janvier 1904 à Madrid et mort le 24 février 2004 dans la même ville, est un notaire, politique, avocat et diplomate espagnol.

## Biographie
Pendant la Deuxième République a été président-directeur général des Registres notariales au ministère de Justice en 1931, sous la direction du ministre Fernando de los Ríos. Catholique militant, il participe avec José Bergamín et Eugenio Imaz à la création de la revue Cruz et Trait. Il demeure à Madrid pendant la guerre civile, en collaborant avec la Cinquième Colonne. Grâce à son mariage avec Helen Anne Walker, fille de l'ancien ingénieur chef de ITT Corporation (propriétaire alors de Telefónica), il joui d'une ample immunité, puisque sa maison ondoyait le drapeau américain, ce qui permit à des réfugiées de transité par celle-ci.
Après la fin du conflit, il développa son activité professionnel en fondant en 1941, avec son frère Jo le cabinet d'avocats J&À Garrigues, qui est, actuellement, le cabinet d'affaire le plus important d'Espagne.

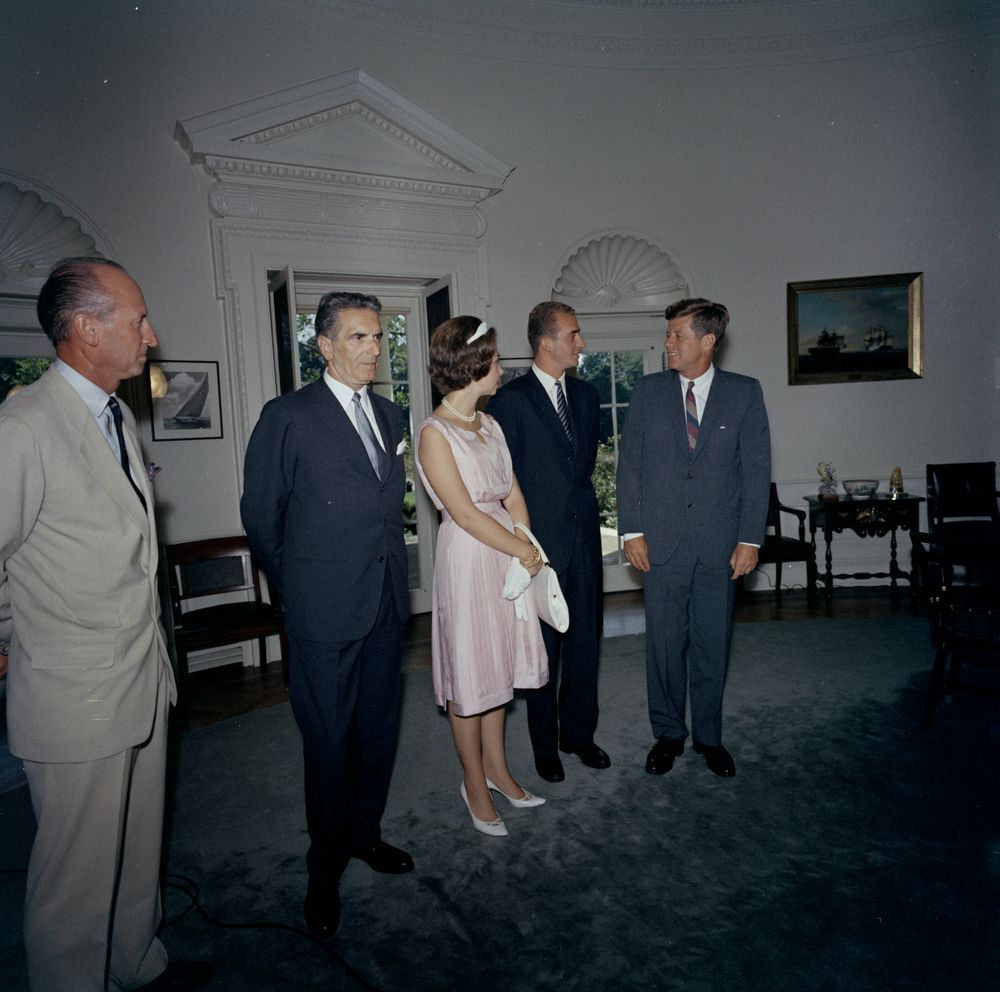
Photographie d'août 1962 avec Juan Carlos de Bourbon, Sophie de Grèce et John F. Kennedy.

En mars 1962 il est nommé ambassadeur aux États-Unis. Il fut très estimé par la famille Kennedy. En 1964 occupe le poste d'ambassadeur au Saint-Siège, jusqu'en 1972.[2] En 1975, il nommé ministre de la justice dans le premier gouvernement du règne de Juan Carlos Ier, présidé par Carlos Arias Navarro, charge publique en qualité duquel a été procurador au cortès entre 1975 et 1976.
Il a été en plus président de Citroën España S.A., Eurofinsa, L'entreprise Équitable et la Société espagnole de radiodiffusion (Cadena Ser), entre 1951 et 1990, sauf dans les périodes 1961-1972 et en 1975.
Membre honoraire de Académie royale des sciences morales et politiques.
Il est le père d'Antonio et Joaquín Garrigues Walker.
Le roi Juan Carlos Ier lui a accordé le titre de marquis de Garrigues en janvier de 2004, a le veille de ses cent ans.

## Œuvres
- Garrigues Díaz-Cañabate, Antonio, Diálogos conmigo mismo, Editorial Planeta, 1978

## Distinctions
- Grand Croix Ordre d'Isabelle la Catholique (1962)[5]
- Grand Croix du Royal et Très Distingué Ordre de Charles III (1963)[6]
- Grand Cruz du Mandat de San Raimundo de Peñafort (1977)[7]